# Kadiša (dolina)
Dolina Kadiša (arabsko وادي قاديشا, latinizirano: Qadisha), znana tudi kot soteska Kadiša ali vadi Kadiša (francosko Ouadi Qadisha), je soteska, ki leži v okrožjih Bšari in Zgharta v Severnem guvernatu Libanona. Dolino je vrezala reka Kadiša, znana tudi kot Nahr Abu Ali, ko doseže Tripoli. Kadiša v aramejščini pomeni sveti, dolino pa včasih imenujejo Sveta dolina. Dolga stoletja daje zavetje krščanskim meniškim skupnostim. Dolina leži ob vznožju gore al-Makmal v severnem Libanonu.
Celovitost doline je ogrožena zaradi poseganja v človeška naselja, nezakonite gradnje in nedoslednih ohranitvenih dejavnosti. Čeprav še ni na Unescovem seznamu "v nevarnosti", obstajajo opozorila, da lahko nadaljnje kršitve vodijo do tega koraka.

## Geografija
Sveta reka Nahr Qadisha teče skozi dolino 35 km od izvira v jami malo pod Gozdom božjih ceder. Strani doline so strme pečine, ki vsebujejo veliko jam, pogosto na več kot 1000 m in vse težko dostopne. Najbolj slikovit del doline se razteza približno 20 km med Bšarijem (arabsko بشري), domačim mestom Kahlila Gibrana in Tourzo (arabsko طورزا).

### Božje cedre
Dolina Kadiša je v bližini gozda božjih ceder, kjer so preživele starodavne libanonske cedre, najbolj cenjene gradbene materiale starodavnega sveta. Gozd naj bi vseboval 375 posameznih dreves, dve naj bi bili stari več kot 3000 let, deset jih je starejših od 1000 let, preostala pa so stara vsaj stoletja. Libanonska cedra (Cedrus Libani) je v starodavnih delih o botaniki opisana kot najstarejše drevo na svetu. Občudovali so ga Izraelci, ki so ga prinesli v svojo deželo za gradnjo prvega in drugega templja v Jeruzalemu. Zgodovinski viri poročajo, da so slavni cedrovi gozdovi začeli izginjati v času Justinijana v 6. stoletju našega štetja.

## Zgodovina
Številne naravne jame v dolini Kadiša so bile uporabljene kot zatočišča in za pokope vse do paleolitika. Zlasti Aassi Hauqqa (jama) blizu Hawqe je prinesla arheološke predmete, ki kažejo na paleolitsko, rimsko in srednjeveško obdobje uporabe. Od zgodnjih stoletij krščanstva je Sveta dolina služila kot zatočišče tistim, ki iščejo samoto. Zgodovinarji verjamejo, da je imela dolina Kadiša meniške skupnosti neprekinjeno že od prvih let krščanstva. Včasih je bil tudi cilj muslimanskih mistikov ali sufijev, ki so ga obiskovali tudi zaradi meditacije in samote.
Maronitski menihi so ustanovili svoje novo središče v Qannubinu, v osrčju Kadiše in samostani so se hitro razširili po okoliških hribih. Zgodnja maronitska naselbina v dolini je združevala skupnost in eremitsko življenje.
Mameluška sultana Baibars in Qalaoun sta leta 1268 in 1283 vodila pohoda proti utrdbam-jamam, samostanom in okoliškim vasem. Kljub tem napadom naj bi samostan Deir Qannubin v 15. stoletju postal sedež maronitskega patriarha in je tako ostal 500 let. V 17. stoletju je sloves pobožnosti maronitskih menihov spodbujala maronitska šola, ustanovljena v Rimu leta 1584. Zaradi te izpostavljenosti so mnogi evropski pesniki, zgodovinarji, geografi, politiki in duhovščina obiskali in se celo naselili v dolini. Prva tiskarna na Bližnjem vzhodu je bila ustanovljena leta 1585 v samostanu Qozhaya v dolini Kadiša in leta 1610 natisnila svojo prvo knjigo, Knjigo psalmov v sirskem jeziku. Uporabljal je sirske znake. Tudi ta tiskarna je bila prva, ki je tiskala v arabskem jeziku.

### Kadiške mumije
Fadi Baroudy, Pierre Abi Aoun, Paul Kahawaja in Antoine Ghaouch, skupina speleologov iz znanstvene organizacije GERSL v dolini Kadiša med letoma 1989 in 1991, so odkrili osem dobro ohranjenih naravnih mumij vaščanov iz okoli leta 1283 našega štetja. Te so našli v jami 'Asi-al Hadath skupaj z množico artefaktov.

### Svetovna dediščina
Leta 1998 je UNESCO dodal dolino na seznam svetovne dediščine zaradi njenega pomena kot mesta nekaterih prvih krščanskih samostanskih naselbin na svetu in njenega nadaljnjega primera krščanske vere.

## Krščansko meništvo
Kadiša (Sveta) dolina je kraj nekaterih najstarejših krščanskih meniških skupnosti na Bližnjem vzhodu. Naravne jame v dolini, ki so bile neudobne, razpršene in težko dostopne, so menihom in puščavnikom nudile dovolj izolirane in negostoljubne pogoje za življenje v krščanski samoti, kontemplaciji in pobožnosti. Številne jame in neravnine na pobočjih pečin so bile prilagojene tako, da so služile kot samostojna bivališča (celice), kapele in samostani, takšne zgradbe pa so bile nadalje izklesane iz pečin v dolini. Nekatere imajo notranjost prekrito s freskami in fasadami. Okoli jam so terasasta polja, ki so jih naredili puščavniki za pridelavo žita, grozdja in oljk.
Čeprav so v dolini številni samostani, obstaja več glavnih samostanskih kompleksov:

### Samostan Qannubin
Samostan Qannubin (Deir Qannubin (دير قنوبين)) je na severovzhodni strani doline Kadiša. Čeprav se njegova ustanovitev pogosto pripisuje cesarju Teodoziju Velikemu leta 375 n. št., je bolj verjetno, da jo je ustanovil učenec svetega Teodozija Cenobita. Večinoma je vsekano v skalno steno - samostanske celice, cerkev, križni hodnik in prenočišča za popotnike.
Od 15. stoletja je Qannubin postal sedež maronitskega patriarha.

### Samostan svetega Antona Qozhaya
Samostan Qozhaya (Deir Mar Antonios Qozhaya (دير مارانطﻮنيوﺱ ﻗﺰحيا)) leži na nasproti samostana Qannubin. Tradicijo je v 4. stoletju utemeljil sveti Hilarion v čast egiptovskemu pustolovcu, svetemu Antonu Puščavniku, čeprav najzgodnejši dokumentarni zapisi segajo šele okoli leta 1000 našega štetja. V 16. stoletju je bil uničen, a hitro obnovljen. Obsega hodnik, sejno sobo in kapelo, v bližini pa mlin in številne v skalo vklesane samote.
Samostan je tudi dom prvega tiskarskega stroja na Bližnjem vzhodu, ki je bil izumljen leta 1610. Natisnjena knjiga je bil dvojezični psalter v majhnem foliju 260 strani. Psalmi so razvrščeni v dva stolpca, na desni je besedilo v sirščini, na levi pa v arabščini, vendar napisano s sirskimi črkami, ki so znane kot garšuni.

### Samostan Gospe od Hawqe
Saydet Hawqa je na nadmorski višini 1150 m med samostanoma Qannubin in Qozhaya, na dnu ogromne jame. V poznem 13. stoletju so ga ustanovili vaščani iz Hawqe. Zdi se, da je puščavnik stal na široki ploščadi na srednjem nivoju, kjer je zbiralnik vode, ki ga napajajo kanali. Zgornji nivo, dostopen samo po lestvi, je približno 47 m dolga jama, kjer bogastvo srednjeveške keramike in puščičnih konic, ki so jih našli, kaže na uporabo kot zatočišče. Sledi utrdb so našli tudi v Aassi Hauqqa (jami) na 1170 m nadmorske višine. Arheološke najdbe kažejo, da je bila ta jama v uporabi v paleolitskih, rimskih in srednjeveških časih.

### Samostan Mar Sarkis
Samostan Mar Sarkis, imenovan tudi Ras Al Nahr, gleda na Ehden, Kfarsghab, Bane in Hadath El Jebbeh. Samostan zaradi izjemne lege s pogledom na dolino na nadmorski višini 1500 m imenujejo Budno oko Kadiša. Posvečen je svetnikoma Sarkis in Bakhos (Sergija in Bakha). Ime Ras Al Nahr pomeni vrh reke, saj je v bližini izvira Mar Sarkis, ki je glavni vir reke Qlaynsieh, ki se v dolini združi z reko Qannubin.
Prva cerkev svetnikov Sarkisa in Bakhosa je bila zgrajena sredi 8. stoletja našega štetja na ruševinah kanaanskega templja, posvečenega bogu poljedelstva. Poleg nje je bila leta 1198 zgrajena še ena cerkev, posvečena naši Gospe. Več stavb je bilo dodanih od leta 1404 do 1690, ko je patriarh Estefhan Douaihy obnovil del stavb.

### Samostan Mar Lishaa
Mar Lishaa ali sveti Elizej (دير مار ﺃليشع), prvič omenjen v 14. stoletju, si delita dve skupnosti, maronitski samotni red in red bosonogih karmeličanov. Sestavljen je iz treh ali štirih majhnih celic, refektorija in nekaj pisarn; skupna cerkev vključuje štiri kapele, vklesane v skalo.

### Drugi samostani
Druge samostanske ustanove v Kadišu so samostan Mar Girgis s kapelo Mar Challita, samostan Mar Yuhanna, samostan Mar Abun s samostanom Mar Sarkis in samostan Mart Moura, Ehden in drugi.
V sosednji dolini Hadchit (Ouadi Houlat) je še ena skupina samostanov. Vključujejo puščavniško-samostanske komplekse Deir es-Salib, Mar Antonios, Mar Semaane in Mar Assia, skupaj z osamljenima kapelama Mar Bohna in Mar Chmouna.

## Mesta, vasi in samostani
- V okrožju Bsharri

Bšari, Dimane, Bane, Tourza, Hasroun, Bazaoun, Bqarqacha, Bqaa Kafra, Braissat, Hadchit, Blaouza, Hadath, samostan Qannoubine, samostan Hawqa
- V okrožju Zgharta

Arbet Qozhaya, Ehden, Kfarsghab, Hawqa, Aintourine, Sereel, El Fradiss, Mazraat En Nahr, Beit Balais, samostan Qozhaya, samostan Mar Sarkis Ras Al Nahr